# تری‌هاوس
تری‌هاوس یا تری‌هاوس تی‌وی (انگلیسی: Treehouse TV) نام یک شبکهٔ تلویزیونی کابلی در کشور کاناداست. این شبکه انگلیسی‌زبان، در ۱ نوامبر ۱۹۹۷ آغازبه‌کار کرد و نامش را از یکی از برنامه‌های ویژه کودکان در شبکهٔ «وای‌تی‌وی» اقتباس کرده است. مالک این شبکهٔ تلویزیونی، شبکهٔ «وای‌تی‌وی کانادا» است که خود، زیرمجموعه‌ای از گروه «کُروس انترتینمنت» است.

## نحوهٔ پخش برنامه

لوگوی پیشین شبکه تلویزیونی تری‌هاوس (۱۹۹۷ تا ۲۰۱۳)

در این شبکهٔ تلویزیونی، هر برنامهٔ ۳۰ دقیقه‌ای، از ۱۵ الی ۲۲ دقیقه برنامهٔ کودکان، چند دقیقه پیام بازرگانی و یک بخش کوتاه ۵ دقیقه‌ای همچون کارتون «توپی و بینو» تشکیل می‌شود.

## برخی از برنامه‌های کنونی
- ۴ مربع
- توپی و بینو
- بابل گاپیز
- کایو
- ویگلز
- اسپلش و بوتس
- پگ + پیشی
- مایک، شوالیه شجاع
- دورا، دختر جهانگرد
- سسمی استریت